# Franz Putzendopler
Franz Putzendopler (Rudolfsheim, 22 maggio 1890 – Vienna, 17 agosto 1959) è stato un allenatore di calcio austriaco.

## Carriera
Ha allenato la Nazionale austriaca nel 1948.